# ツァヴタット
ツァヴタット（クロアチア語: Cavtat,イタリア語: Ragusavecchia,ギリシア語: Επιδαυρος）はクロアチア、ドゥブロヴニク＝ネレトヴァ郡にある町で、ドゥブロヴニクの南15kmのアドリア海沿岸に位置しコナヴレ基礎自治体の中心である。

## 歴史
ツァヴタットはクロアチアにある町の中でも長い歴史がある場所である。原型は紀元前6世紀にギリシャ人たちによってエプダウロスと呼ばれる都市が築かれた時に遡る。エピダウロスの名はペロポネソス半島のアスクレーピオスを守護神とするエピダウロスにも見られる 。周辺部にはイリュリア人たちが住んでおり、ツァヴタットのことをザプタル（Zaptal）と呼んでいた。
エプダウロスの名が変わったのは紀元前228年にローマ帝国の支配下になってからである。東ローマ帝国ユスティニアヌス王朝第二代皇帝であるユスティニアヌス1世はゴート戦役時、戦艦を送り込み町を占拠した。7世紀に入るとアヴァールやスラヴ人により略奪や破壊に見舞われる。
中世、町はラグーサ・ベッキーア（Ragusa-Vecchia）として再建されている 。暫くして、近隣の強大なラグーサ共和国の影響下に入った。今日のクロアチア語での町の名となっているツァヴタットは古くからの由来とドゥブロブニクとの関係を表している。ツァヴタットはラテン語で旧市街を意味するティヴィータス・ヴェトゥース（Civitas Vetus）から来ている。現代のツァヴタットは著名な観光地として多くのホテルやプライベートホーム、貸しアパートや貸し部屋が立地する他、海沿いにはレストランやショップが林立している。フェリーによって近隣のムリニやドゥブロヴニクとも結ばれている。

## 姉妹都市
- ボフニャ、ポーランド